# Music Genome Project
Il Music Genome Project (letteralmente Progetto Genoma della Musica) è un progetto.

## Storia
È stato fondato nel gennaio 2000 da Tim Westergren, laureatosi nel 1988 alla Stanford University. Il progetto è portato avanti da un gruppo di musicisti e tecnici con l'obiettivo di "catturare l'essenza della musica fino alle sue particelle primarie" utilizzando più di 400 attributi per descrivere i brani presi in esame.
La tecnologia del Music Genome Project è utilizzata empiricamente in [Pandora tramite il sito web omonimo riproducendo musica basata sulle preferenze musicali dell'utente. Gli utenti sono invitati a creare delle "stazioni radio" specificando nomi di artisti o di brani specifici, e l'algoritmo alla base di Pandora utilizza queste informazioni per selezionare e riprodurre musica simile alle scelte indicate dall'utente.
Poiché l'algoritmo seleziona i brani in base alle caratteristiche musicali e non in base alla popolarità dell'artista o alle vendite, ha la capacità di "raccomandare" brani poco conosciuti che però corrispondono o si avvicinano alle preferenze dell'utente. È anche un canale per artisti sconosciuti per avere visibilità.
Dal maggio 2007 non è più possibile creare e ascoltare le "stazioni radio" al di fuori degli Stati Uniti.